# Simone Simon
Pour les articles homonymes, voir Simone Simon (photographe) et Simon.
Ne pas confondre avec la chanteuse néerlandaise Simone Simons.
Simone Simon est une actrice française, née le 23 avril 1911 à Marseille et morte le 22 février 2005 dans le 8e arrondissement de Paris.
Sa carrière cinématographique s’étend sur quatre décennies, du début des années 1930 au début des années 1970, période pendant laquelle elle tourne près de quarante films en France, Italie, Allemagne, Grande-Bretagne et à Hollywood, pour des metteurs en scène aussi prestigieux que Jean Renoir, Jacques Tourneur, Max Ophüls ou Marc Allégret.
Elle reste à la postérité pour deux films particulièrement marquants : La Bête humaine de Jean Renoir (1938) et La Féline (1942) que Jacques Tourneur a réalisé à Hollywood.

## Biographie

### Enfance et jeunesse
Simonne Thérèse Fernande Simon, naît le 23 avril 1911 à Marseille 13e, ; elle est la fille de Henri Louis Firmin Clair Simon, employé de commerce né en 1885 à Sisteron, et d’Erma Maria Domenica Giorcelli, une Italienne. Le couple se sépare alors que l’enfant a 3 ans ; sa mère l’emmène alors vivre à Madagascar, où se trouve son beau-père. Elle revient ensuite en France et fait ses études à Berlin, Budapest et Turin.
Alors qu’elle n’est encore qu’une adolescente, elle travaille comme mannequin, dessine des robes et monte sur scène dans des comédies musicales.

### Années 1930: débuts au cinéma en France et aux États-Unis
En 1931, Simone Simon est remarquée à la terrasse du Café de la Paix à Paris, par Victor Tourjanski, réalisateur russe qui a émigré en France. Il lui offre son premier rôle dans Le Chanteur inconnu. Elle est révélée en 1934 dans Lac aux dames de Marc Allégret, avec lequel elle a une liaison entre 1931 et 1933.
Elle est désormais une valeur sûre du cinéma français où on la définit comme une « sauvage tendre ». Tourjanski la refait tourner en 1935 dans Les Yeux noirs avec Jean-Pierre Aumont. La compagnie Twentieth Century Fox la repère et Darryl F. Zanuck lui propose de venir à Hollywood. Mais il semble qu’elle rencontre des difficultés pour maîtriser la langue anglaise. De plus, les films dans lesquels la Fox la fait tourner ne la mettent pas à son avantage, et le « rêve américain » s’évanouit peu à peu. Il semble que son séjour hollywoodien soit plus fructueux en affaires privées que du point de vue cinématographique : elle est notamment impliquée dans de petits scandales, dont Hollywood se délecte. Sa carrière américaine stagnant, et devant faire face à la concurrence d’autres actrices françaises venues tenter leur chance en Californie (dont Annabella, la jeune épouse de la star Tyrone Power). Elle décide de rentrer en France et s'embarque le 3 août 1938 à bord de Normandie, en affrontant des centaines de passionnés à qui elle refuse des autographes ainsi que des agents du fisc américain.
Elle est rapidement contactée par Jean Renoir pour tenir le rôle de Séverine Roubaud dans La Bête humaine (1938) d’après le roman d’Émile Zola. Renoir souhaite également la faire jouer dans La Règle du jeu (1939), qui sera confirmé comme un de ses chefs-d’œuvre, mais ses prétentions financières sont trop élevées, et Renoir choisit alors Nora Gregor.

### Second séjour aux États-Unis pendant la guerre

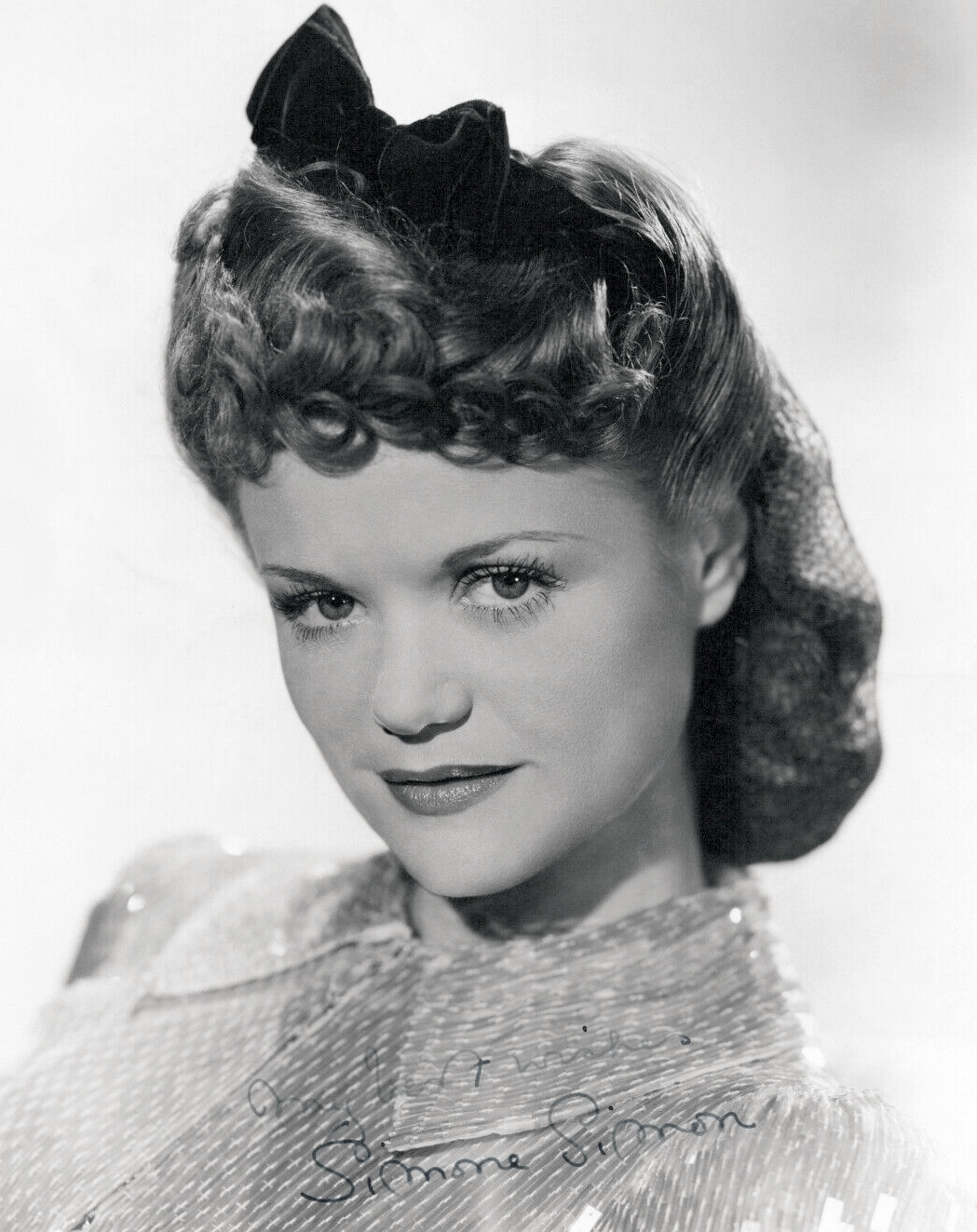
Simone Simon en 1941, aux États-Unis.

À la déclaration de la Seconde Guerre mondiale, Simone Simon décide de retourner aux États-Unis. Ce second séjour est plus probant, et elle incarne Belle, dans le film de William Dieterle Tous les biens de la terre (1941), puis Irena Dubrovna dans La Féline (1942), célèbre film fantastique de Jacques Tourneur. On la voit également dans plusieurs films plus mineurs comme Mademoiselle Fifi de Robert Wise (1944).

### Retour en France
À la fin de la guerre, Simone Simon rentre en France et tourne encore dans une dizaine de films, avant de se consacrer exclusivement au théâtre à partir du milieu des années 1950. On la voit une dernière fois sur l’écran dans La Femme en bleu de Michel Deville en 1973. Parmi les nombreuses propositions refusées, il y a celle de François Truffaut pour La Nuit américaine (1973) : son personnage est réécrit pour l'Italienne Valentina Cortese qui, en 1975, est nommée à l'Oscar de la meilleure actrice dans un second rôle.

### Autres activités du spectacle
Simone Simon a également abordé la scène et le disque avec un succès certain, sa meilleure prestation restant son rôle de Maricousa dans Toi, c'est moi, opérette de Moisés Simóns et Henri Duvernois, dont la première eut lieu à Paris au théâtre des Bouffes-Parisiens le 19 septembre 1934.

### Mort
Simone Simon meurt le 22 février 2005, à l'âge de 93 ans, de causes naturelles, en son domicile du 5, rue de Tilsitt, à Paris 8e,. Quelques jours plus tard, le ministre de la Culture Renaud Donnedieu de Vabres lui rend un hommage, saluant son charme et son irrésistible sourire… « Avec la perte de Simone Simon, nous avons perdu une des plus séduisantes et brillantes stars du cinéma français de la première moitié du XXe siècle ».
Elle est inhumée au cimetière de Château-Gombert à Marseille (Bouches-du-Rhône).

### Vie privée
Simone Simon a eu un fils avec son compagnon René Simon,[réf. à confirmer], créateur du cours Simon : François Nazaire Simon-Bessy[réf. à confirmer] dit « Fabrice », célèbre animateur de radio, né à Paris en août 1941. Simone Simon a ensuite eu pour compagnon Maurice Bessy, scénariste et historien du cinéma, qui a adopté Fabrice, avec le consentement de René Simon[réf. souhaitée].

## Filmographie

### Cinéma
- 1931 : Le Chanteur inconnu de Victor Tourjanski : Pierrette
- 1931 : On opère sans douleur, court métrage de Jean Tarride : Armande
- 1931 : Durand contre Durand de Léo Joannon : Eliane
- 1931 : Mam'zelle Nitouche de Marc Allégret
- 1932 : La Petite Chocolatière de Marc Allégret : Julie
- 1932 : Pour vivre heureux de Claudio delle Torre
- 1932 : Un fils d'Amérique de Carmine Gallone : Maryse
- 1932 : Le Roi des palaces de Carmine Gallone : Victoire
- 1933 : Prenez garde à la peinture de Henri Chomette : Amélie Gadarin
- 1933 : L'Étoile de Valencia de Serge de Poligny : Rita
- 1933 : Tire-au-flanc de Henry Wulschleger : Lily
- 1933 : Le Voleur de Maurice Tourneur
- 1934 : Lac aux dames de Marc Allégret : Puck
- 1935 : Les Beaux Jours de Marc Allégret : Sylvie
- 1935 : Les Yeux noirs de Victor Tourjanski : Tania
- 1936 : Sous deux drapeaux (Under two flags) de Frank Lloyd : Cigarette
- 1936 : Dortoir de jeunes filles (Girls' Dormitory) de Irving Cummings : Marie Claudel
- 1936 : Quatre Femmes à la recherche du bonheur (Ladies in Love) d'Edward H. Griffith : Marie Armand
- 1937 : L'Heure suprême (Seventh Heaven) de Henry King : Diane la prostituée
- 1937 : Yvette Yvette (Love and Hisses) de Sidney Lanfield : Yvette Guerin
- 1938 : Josette et compagnie d'Allan Dwan : Renée LeBlanc
- 1938 : La Bête humaine de Jean Renoir : Séverine
- 1940 : Cavalcade d'amour de Raymond Bernard : Juliette
- 1941 : Tous les biens de la terre (All That Money Can Buy / The Devil and Daniel Webster) de William Dieterle : Belle/Bella Dee
- 1942 : La Féline (Cat People) de Jacques Tourneur : Irena Dubrovna
- 1943 : Idylle à Tahiti (Tahiti Honey) de John H. Auer : Suzette 'Susie' Durand
- 1944 : La Malédiction des hommes-chats (The Curse of the Cat People) de Gunther von Fritsch et Robert Wise : Irène Reed
- 1944 : Mademoiselle Fifi de Robert Wise : Elisabeth Rousset
- 1944 : Surprise-partie (Johnny doesn't live here any more) de Joe May : Kathie Aumont
- 1946 : Pétrus de Marc Allégret : Migo
- 1947 : Le Port de la tentation (Temptation Harbour) de Lance Comfort : Camelia
- 1950 : Femmes sans nom (Donne senza nome) de Géza von Radványi : Yvonne Dubois
- 1950 : La Ronde de Max Ophüls : Marie
- 1950 : Olivia de Jacqueline Audry : Mlle Cara
- 1952 : Le Plaisir de Max Ophüls, sketch Le Modèle : Joséphine
- 1954 : Les Trois Voleurs (I tre ladri) de Lionello De Felice : Doris
- 1954 : Double Destin (Das zweite Leben) de Victor Vicas : Françoise
- 1956 : The Extra Day de William Fairchild : Michele Blanchard
- 1967 : La Prisonnière de Henri-Georges Clouzot : simple apparition
- 1973 : La Femme en bleu de Michel Deville : la dame de Meudon

## Théâtre
- Octobre 1933 : Ô mon bel inconnu, opérette de Sacha Guitry, musique Reynaldo Hahn, théâtre des Bouffes-Parisiens
- 1934 : Toi, c'est moi, opérette de Moisés Simóns et Henri Duvernois, théâtre des Bouffes-Parisiens : Maricousa
- 1948 : Le Square du Pérou de Louis Ducreux, mise en scène de l’auteur, théâtre Saint-Georges
- 1967 : La Courte Paille de Jean Meyer, mise en scène de l'auteur, théâtre de la Potinière